# Fresnoy-la-Rivière
Fresnoy-la-Rivière ist eine französische Gemeinde mit 681 Einwohnern (Stand: 1. Januar 2022) im Département Oise in der Region Hauts-de-France. Sie gehört zum Arrondissement Senlis und zum Kanton Crépy-en-Valois. 

## Geographie
Die Gemeinde Fresnoy-la-Rivière liegt in der Landschaft Valois, etwa 30 Kilometer ostnordöstlich von Senlis und etwa 22 Kilometer südsüdöstlich von Compiègne an der Automne. Umgeben wird Fresnoy-la-Rivière von den Nachbargemeinden Morienval im Norden, Bonneuil-en-Valois im Osten, Russy-Bémont im Südosten sowie Feigneux im Süden und Westen.

## Einwohner
| Jahr                       | 1962 | 1968 | 1975 | 1982 | 1990 | 1999 | 2006 | 2014 | 2021 |
| -------------------------- | ---- | ---- | ---- | ---- | ---- | ---- | ---- | ---- | ---- |
| Einwohner                  | 307  | 292  | 305  | 350  | 484  | 618  | 656  | 635  | 675  |
| Quellen: Cassini und INSEE |      |      |      |      |      |      |      |      |      |

## Sehenswürdigkeiten
- Kirche Saint-Denis aus dem 16. Jahrhundert, seit 1920 Monument historique
- Kirche Notre-Dame im Ortsteil Pondron aus dem 12./13. Jahrhundert, seit 1920 Monument historique
- Kapelle Saint-Marcoul in Vattier-Voisin
- Schloss Pondron
- zwei ehemalige öffentliche Waschhäuser '(lavoirs)

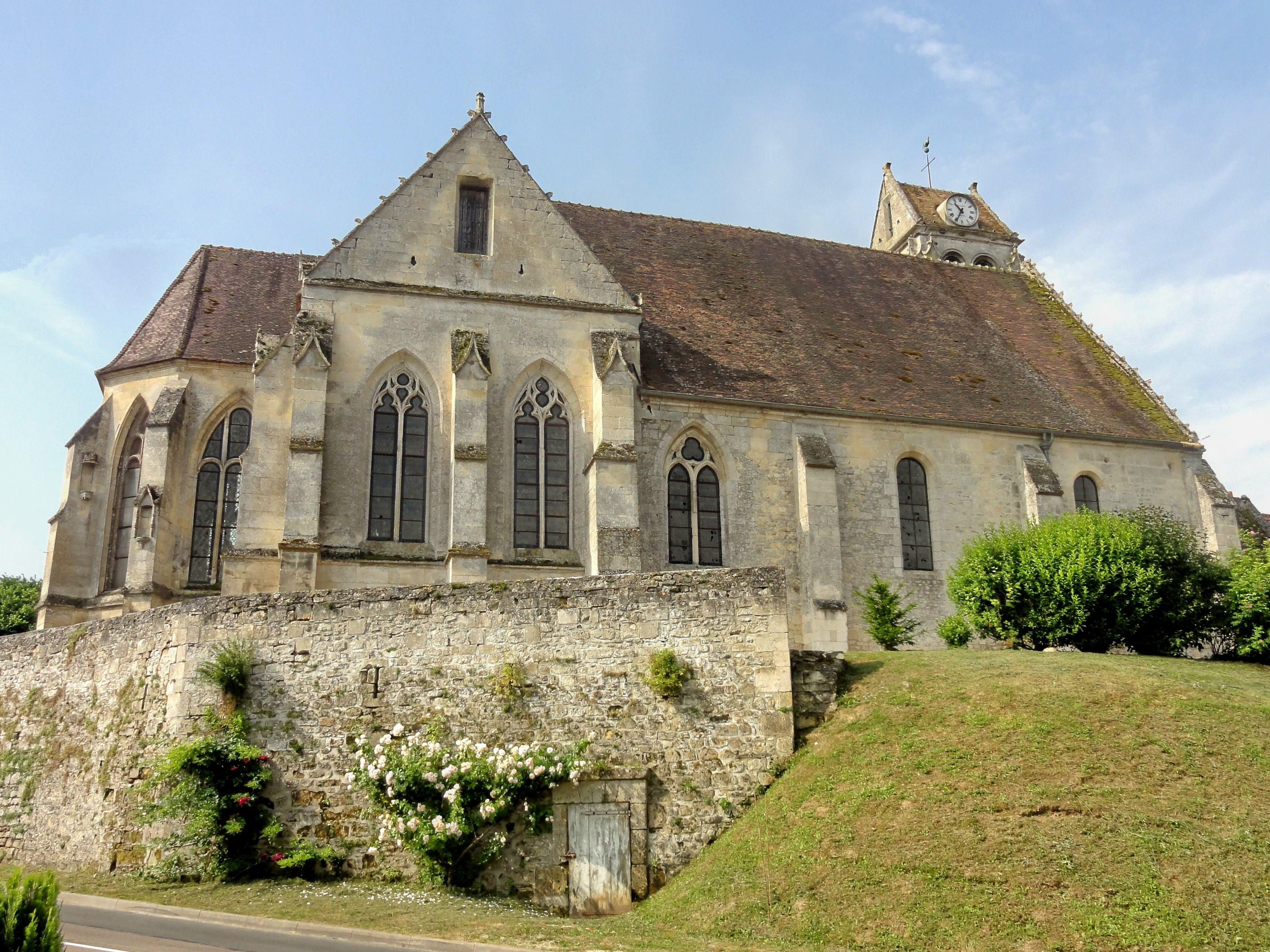
Kirche Saint-Martin
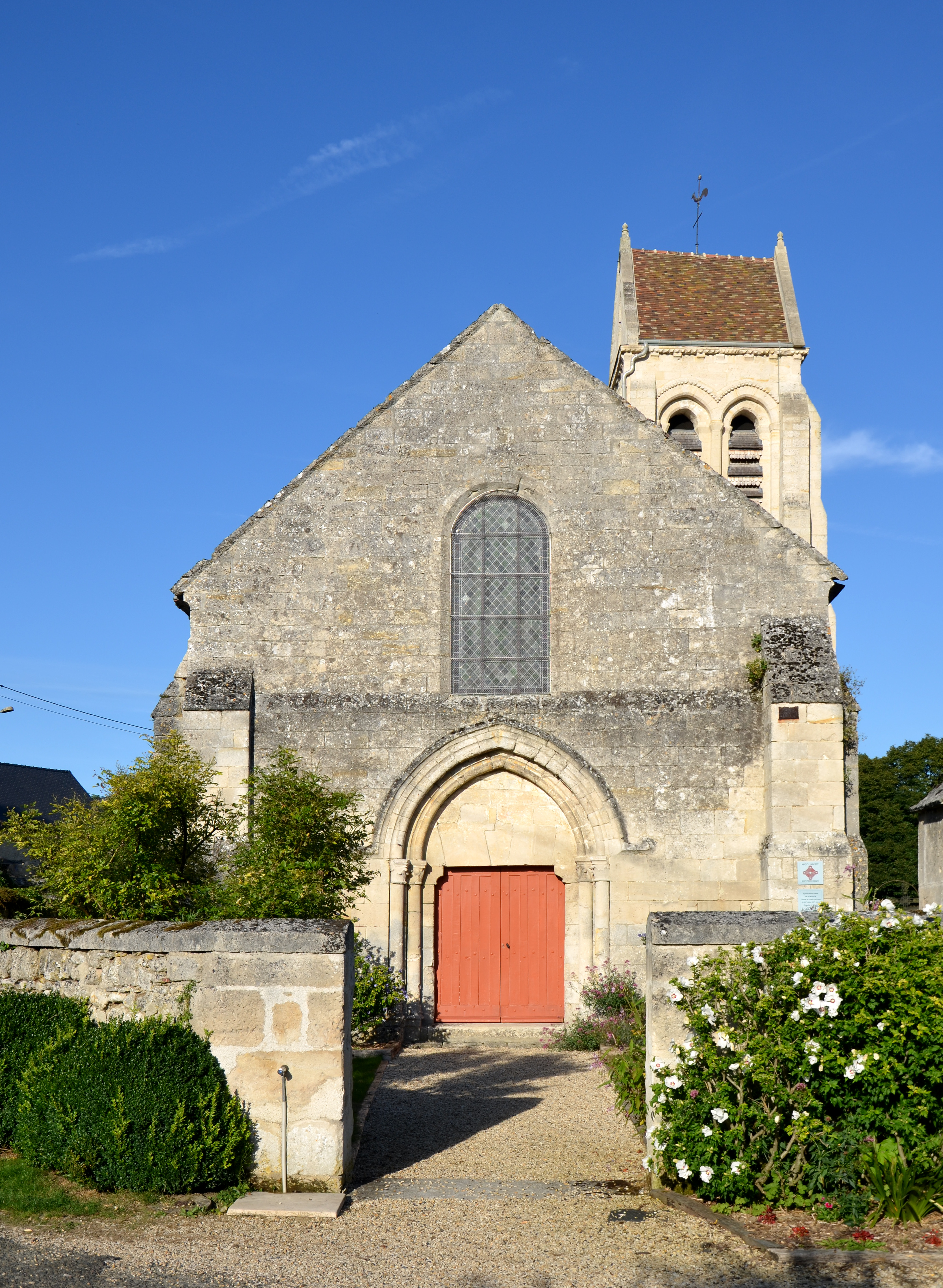
Kirche Notre-Dame
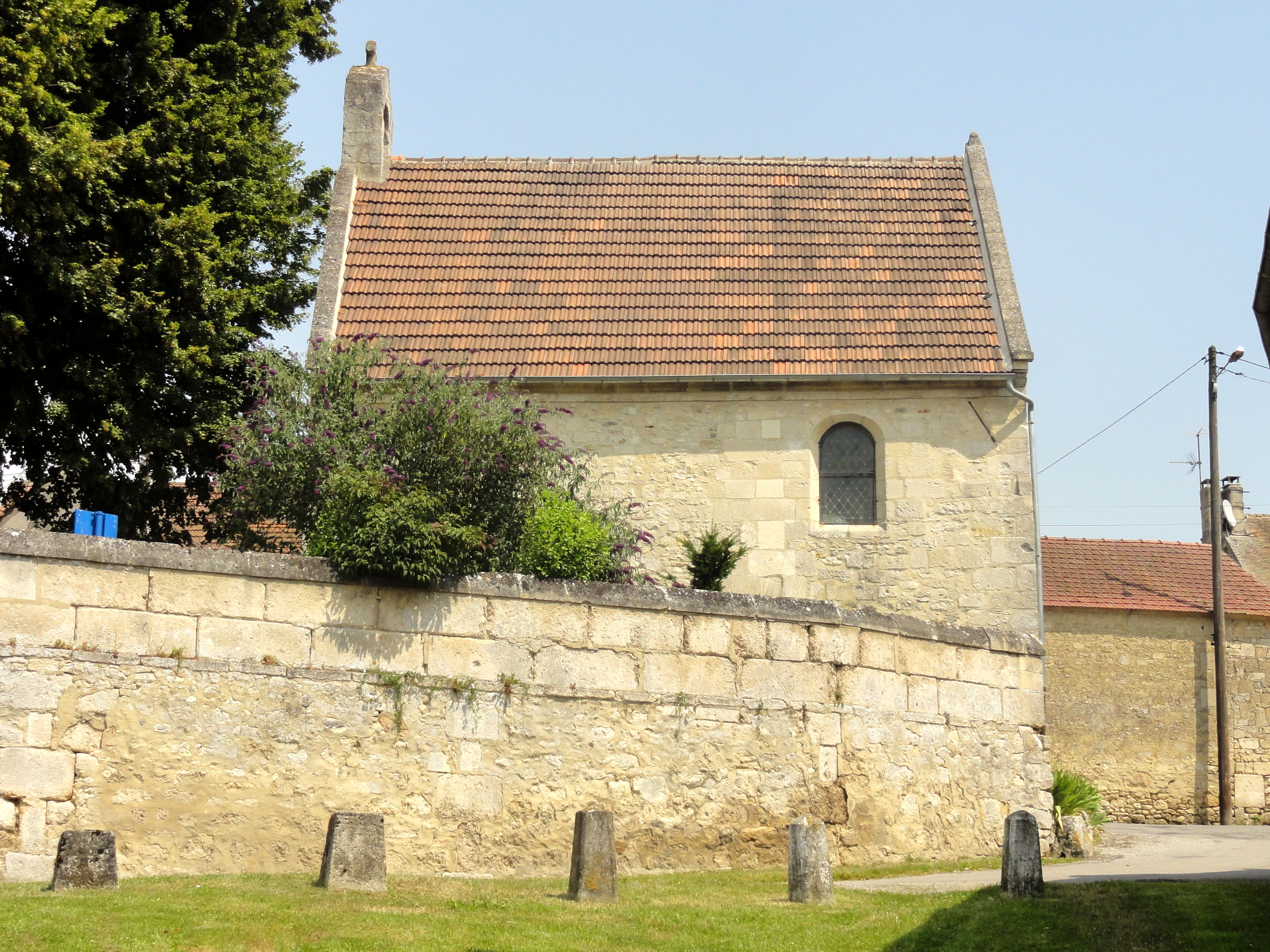
Kapelle Saint-Marcoul
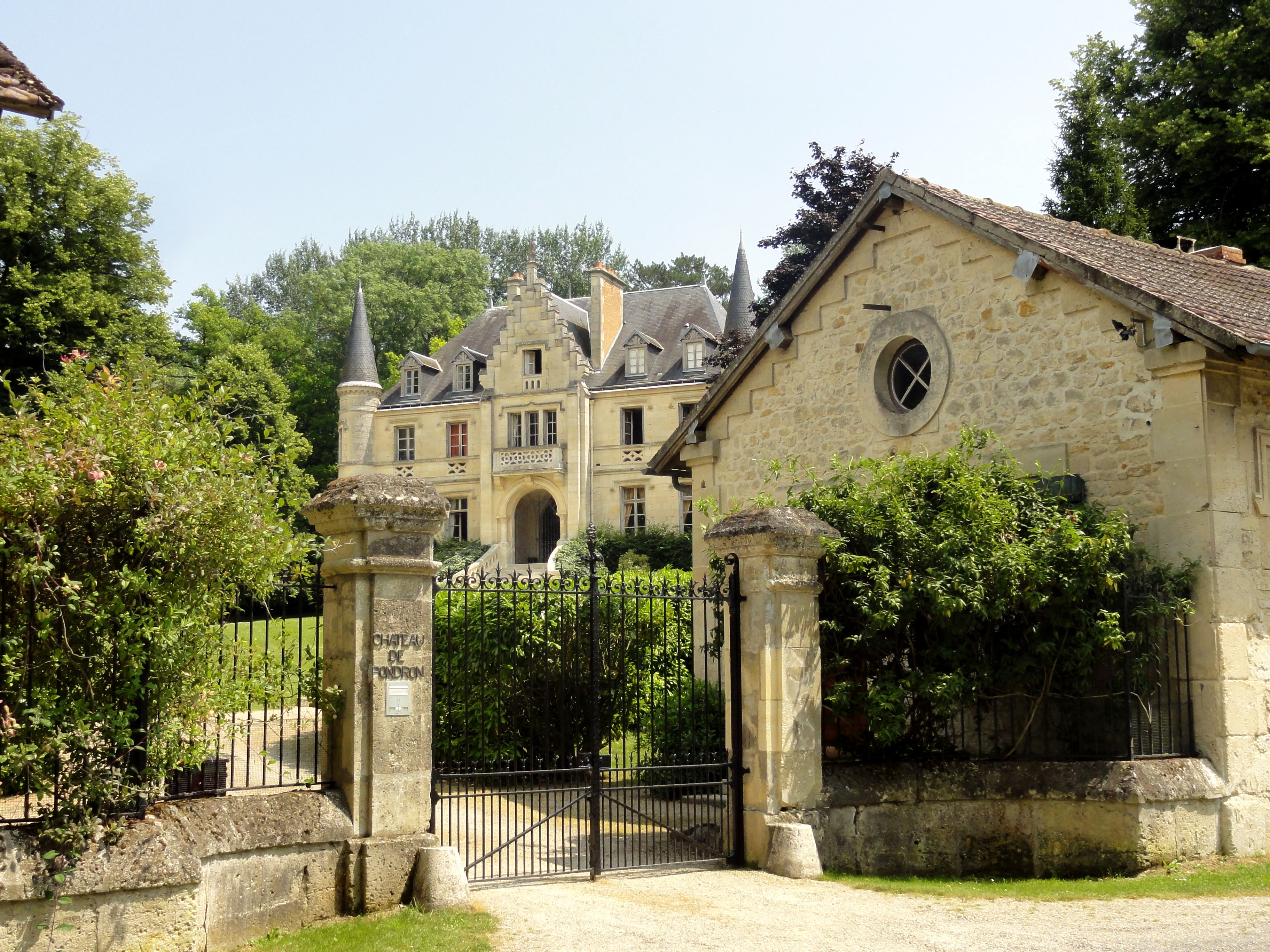
Schloss Pondron
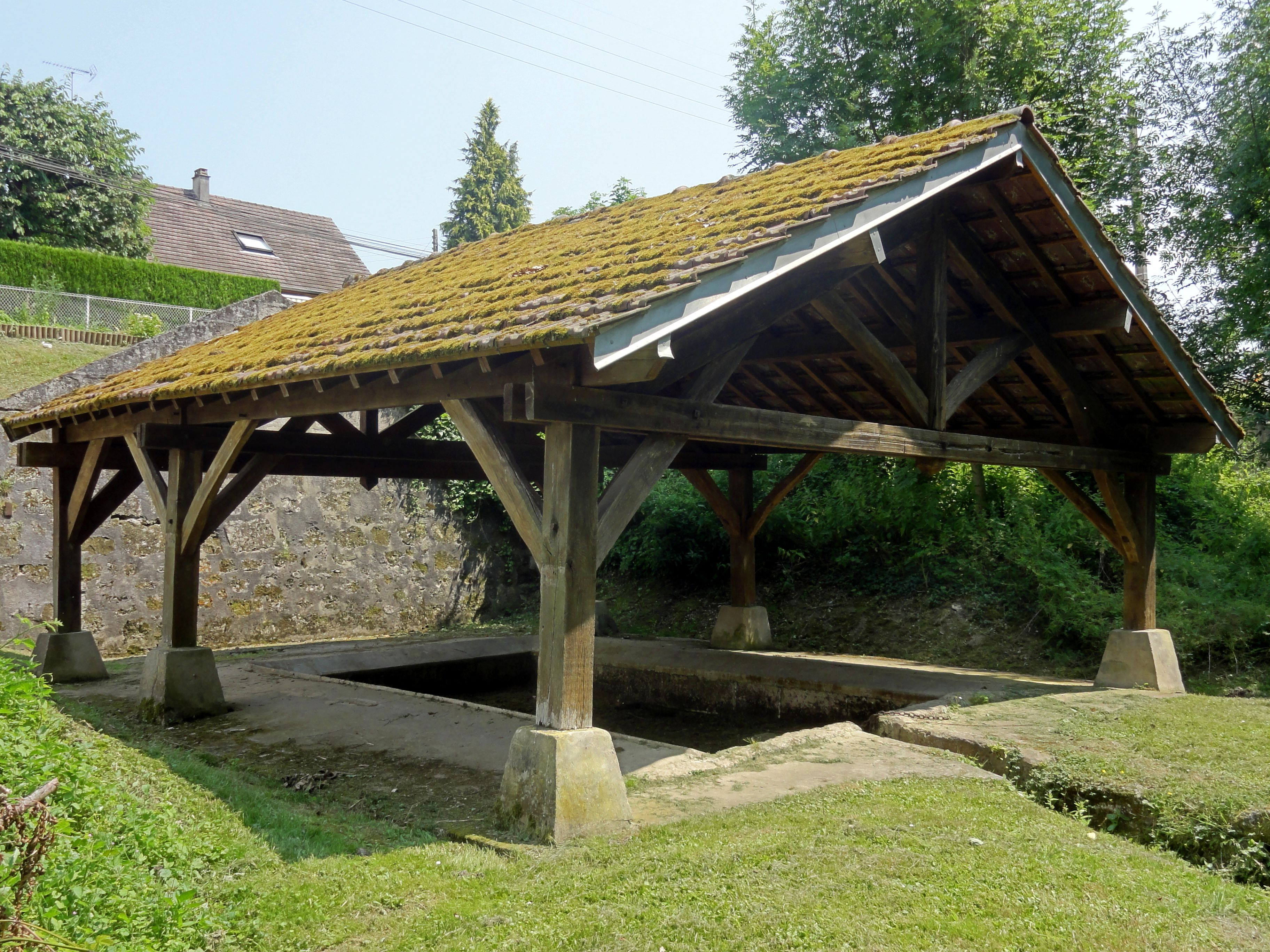
Waschhaus in Fresnoy
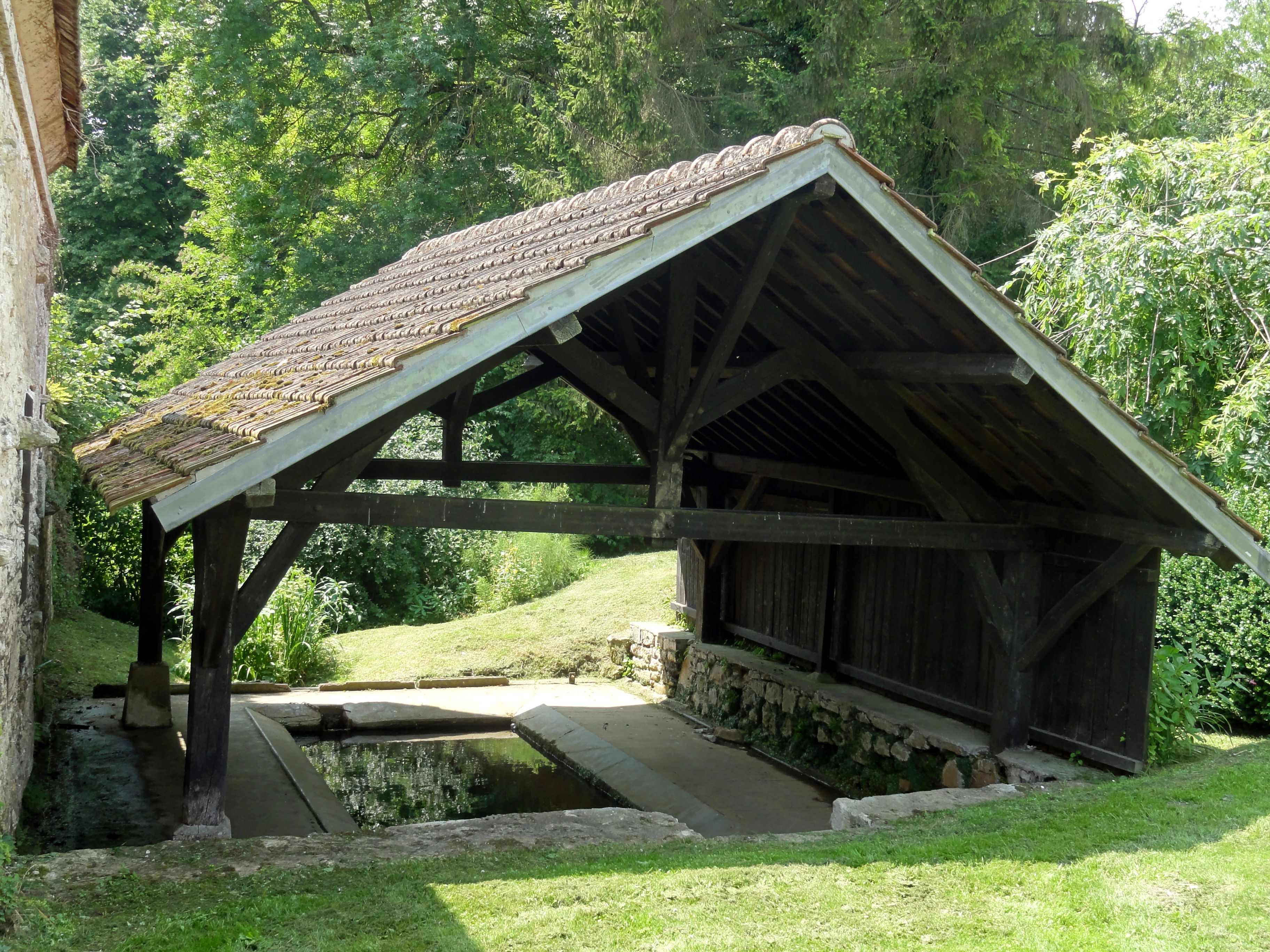
Waschhaus in Pondron
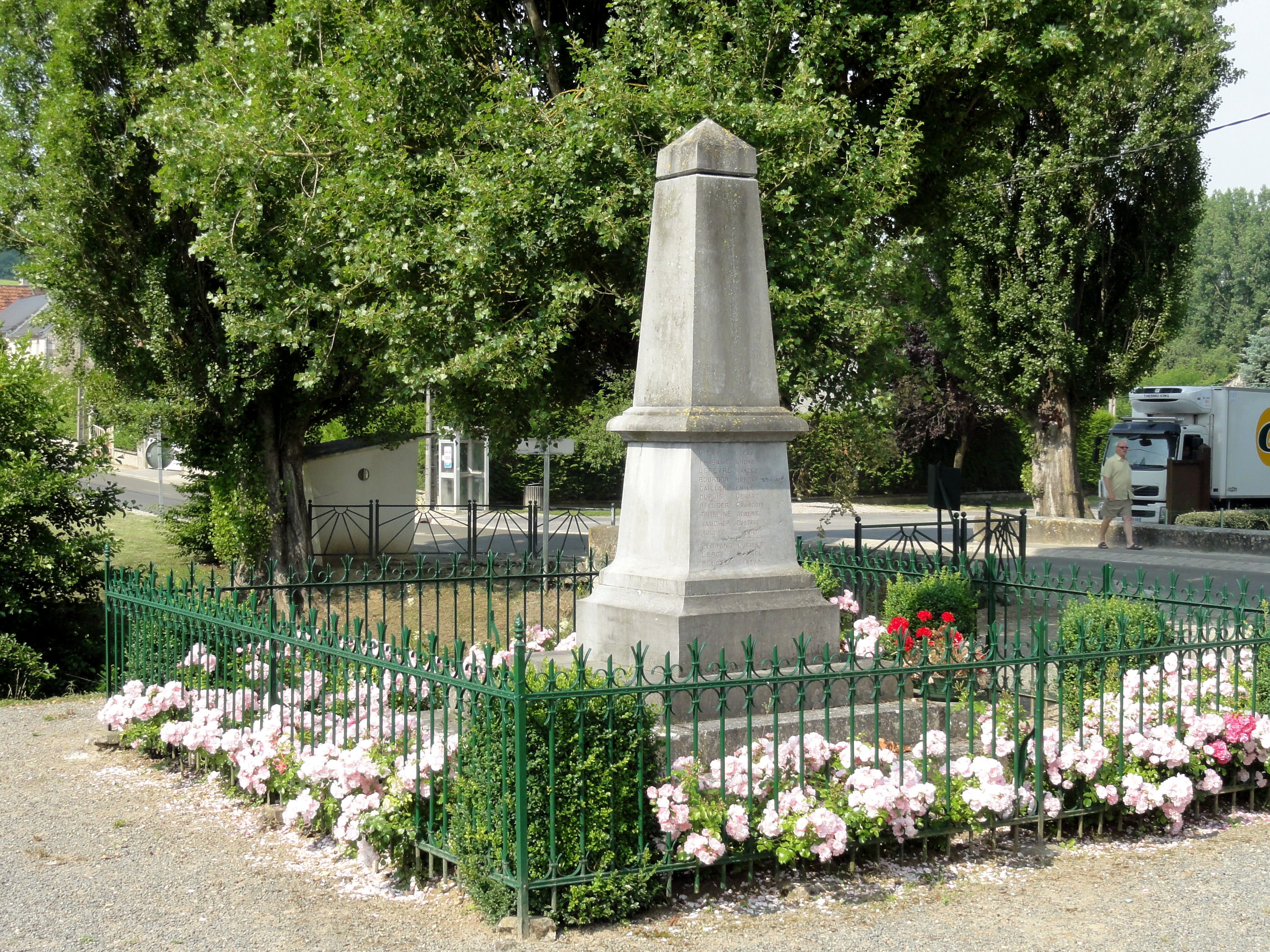
Gefallenendenkmal